# Healedet
Healedet är ett naturreservat på Mösseberg i Falköpings kommun i Västergötland.

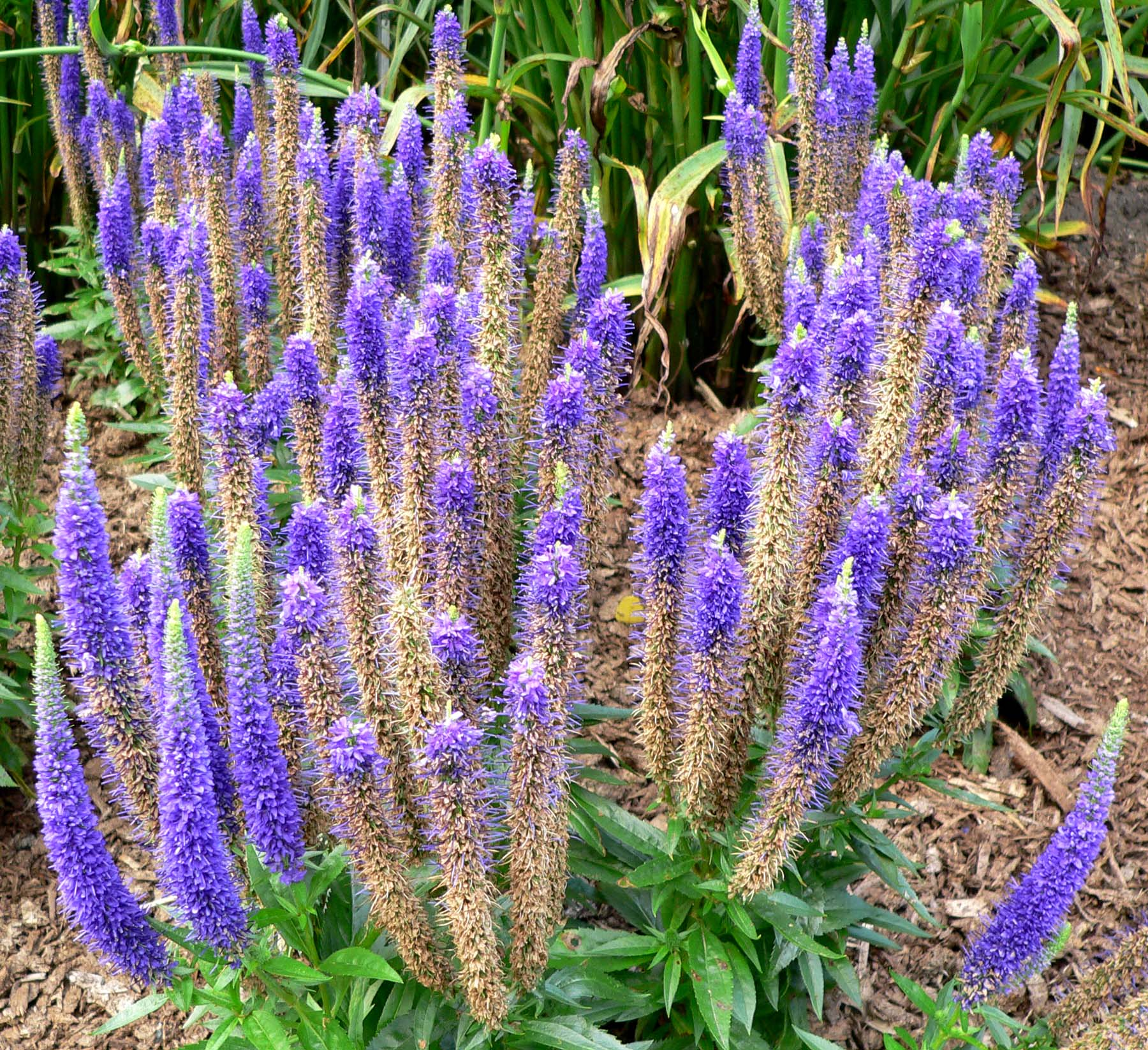
Axveronika

Reservatet ligger strax väster om Mösseberg söder om Vilske-Kleva kyrka. Det avsattes som naturreservat 2001 och är 4 hektar stort. Större delen av hagmarken utgörs av örtrik torrängsvegetation med alvarprägel på det flacka platåberget. I dessa kalkgräsängar och kalkfuktängar växer axveronika, strandmaskros och solvända. Den hotade arten hartmansstarr är noterad från området.
Området ligger på Mössebergs kalkstensplatå och jordlagren är tunna. Inom denna alvarvegetation växer bland annat grusbräcka, knutnarv och fjällgröe. Där finns även brudbröd, blodnäva, prästkrage, gullviva, vildlin, backsmultron, backsippa, solvända och axveronika.
Inom reservatet finns ett flertal fornlämningar som rester av en domarring, ett gravfält och flera stensättningar. Genom området löper en stenmur i nord-sydlig riktning.
Området ingår i EU:s ekologiska nätverk av skyddade områden, Natura 2000.